# كريستيان سورينسن
كريستيان سورينسن (بالدنماركية: Christian Sørensen) (6 أغسطس 1992 بالدنمارك - ) هو لاعب كرة قدم دانمركي في مركز الوسط. لعب مع نادي أودنسه ونادي سيلكيبورج.

## وصلات خارجية
- كريستيان سورينسن على موقع الاتحاد الأوربي (الإنجليزية)
- كريستيان سورينسن على موقع قاعدة بيانات كرة القدم.إي يو (الإنجليزية)
- كريستيان سورينسن على موقع Soccerway.com (الإنجليزية)
- كريستيان سورينسن على موقع عالم كرة القدم.نت (الإنجليزية)